# Studio040

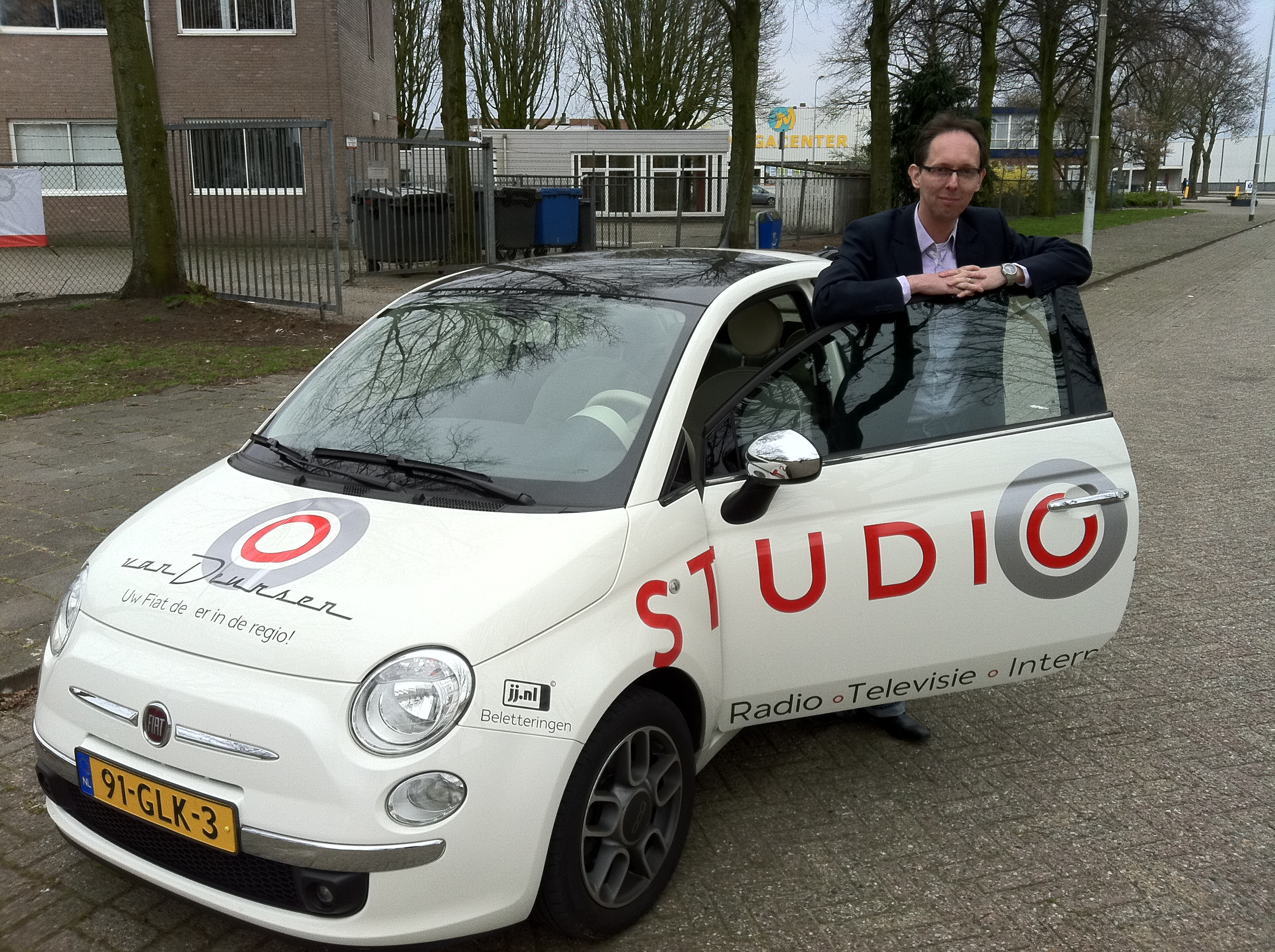
Voormalig hoofdredacteur Michiel Bosgra bij een auto van Studio040 (2011)

Studio040 is de publieke lokale omroep voor de Nederlandse gemeenten Eindhoven, Geldrop-Mierlo en Waalre (provincie Noord-Brabant).
De zender begon op 13 december 2010 met uitzenden en kwam in de plaats van radiozender E-FM en televisiekanaal E-TV. De formele naam van de omroep is 'Stichting Omroep Eindhoven en Omgeving'. Directeur is Mike Weerts. Hoofdredacteur sinds februari 2022 is Tjeerd Adema.
Studio040 is via het kabelnetwerk van Ziggo te ontvangen in de gemeenten Eindhoven, Geldrop-Mierlo, Waalre, Best, Son en Breugel en in Noordoost-Brabant. Via het glasvezelnetwerk is de zender bij vrijwel alle providers te ontvangen in Zuidoost-Brabant. De radio-uitzendingen van Studio040 zijn in de ether via FM en DAB+ te ontvangen in onder andere Eindhoven, Geldrop-Mierlo en Nuenen.

## Prijzen
Tijdens de Lokale Omroep Awards 2013 won Studio040 een prijs in de rubriek Nieuws/Actualiteit voor het programma Stadsjournaal 2012.
In 2015 werd Studio040 tijdens de Lokale Omroep Awards van OLON Nederland uitgeroepen tot Lokale omroep van het jaar .

## Samenwerking
In 2012 is Studio040 een samenwerking aangegaan met Lokale Omroep Nuenen. Studio040 wordt sindsdien ook uitgezonden op de radiofrequentie 105.9 in Nuenen. In 2019 is Studio040 een samenwerking aangegaan met Radio Son en Breugel. Sindsdien wordt het Studio040 op televisie ook door Ziggo doorgegeven in de gemeente Son en Breugel.
Door deze vormen van samenwerking is Studio040 in staat een tweede radiostation uit te zenden. Glow FM richt zich op het jongerensegment en dient als kweekvijver voor jong talent, waar Studio040 Radio zich richt op het bredere publiek.